# Walla Walla jezik
Walla Walla jezik (sjeveroistočni šahaptinski; northeast sahaptin; ISO 639-3: waa), penutski jezik uže šahaptinske porodice, kojim govori oko 100 pripadnika indijanskog plemena Walla Walla (od 700 etničkih 1977 SIL), na području indijanskog rezervata Umatilla u Oregonu.
Prijeti mu opasnost od izumiranja jer ga danas govore jedino starije osobe. U upotrebi je i engleski [eng].

## Vanjske poveznice
- Ethnologue (14th)
- Ethnologue (15th)